# 말미잘
말미잘은 자포동물문 산호충강에 속하는 해변말미잘목(Actiniaria) 동물의 총칭이다.

## 특징

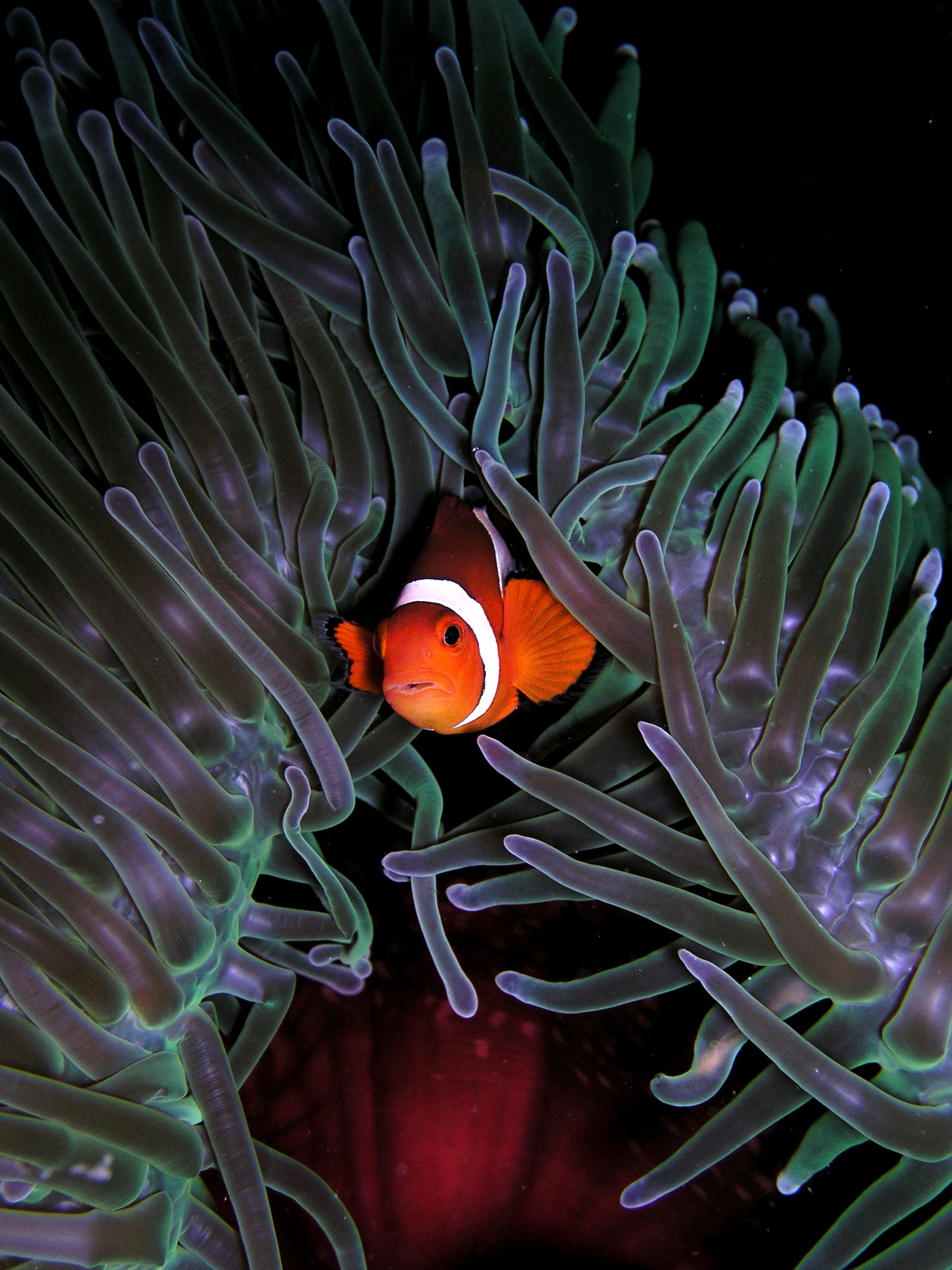
흰동가리를 보호하는 말미잘.

말미잘은 해변말미잘목에 속하는 포식성 해양 무척추동물이다.바다에서 생활하며 암초 위에서 부착생활을 하지만 모래 속에 묻혀서 사는 것도 있고 족반(足盤)을 이용하여 이동하는 것도 있다. 또 족반이 관(管) 모양으로 생겨 부유생활을 하거나 몸통이나 촉수를 움직여 유영하기도 한다. 잡식성이며, 떠다니는 플랑크톤부터 자신의 몸보다 큰 물고기까지 잡아먹는다. 먹이의 포착은 촉수에 있는 수많은 자포(刺胞)를 이용한다. 자포에서는 테트라민(tetramine)이라는 독성물질이 방출된다. 위협적일 만큼 강한 독성을 가진 말미잘은 별로 없지만 맨손으로 만지지 않는 것이 좋다. 말미잘의 종류로는 해변말미잘·산호말미잘 등이 있다. 몸은 부드러운 근육질이며 원통 모양이다. 몸에는 여러 개의 속이 빈 촉수가 붙어 있고, 그 한가운데에 입이 열려 있다. 몸길이는 1.5-5cm 정도이고 폭은 다양하다. 몸빛은 흰색·녹색·푸른색·주황색·붉은색 등이다. 대부분 암수딴몸이며 유성생식을 한다. 대개 바닷속에서 체외수정을 하지만 어떤 종에서는 난태생인 것도 있다. 체외수정의 일반적인 과정은 알이 플라눌라 유생이 되어 물속을 유영하다가 성체형으로 변태하여 고착 생활을 한다.
산호류에 속하는 다른 동물과의 차이점은 군체를 이루지 않고 단독으로 생활하는 점이고, 공통점은 해파리형의 부유성 세대가 없이 정착성의 폴립 생활을 하는 점이다. 말미잘의 천적은 밤고둥·불가사리·대구·넙치·뱀장어 등으로 말미잘은 이러한 적으로부터의 습격에 대해 족반을 떼어내 물속으로 헤엄쳐 도망가기도 한다. 또 말미잘 자포의 독에 대해 면역성을 가져 공생하는 동물도 있다. 공생의 예로는 소라게의 껍데기에 올라타고 생활하는 경우, 어떤 종의 게가 집게발로 작은 말미잘을 적으로부터 막아 주는 경우 등이 있다. 열대산의 대형 말미잘에서는 작은 물고기가 위강까지 자유롭게 드나들기도 하고, 어떤 종의 말미잘의 촉수에는 벼룩의 일종이 '편리공생'의 관계를 가지기도 한다. 그리고 입과 항문이 연결되어 있어 입을 항문으로도 사용한다. 말미잘은 입을 통해 정자와 알을 바다로 방출함으로써 번식한다. 그 결과 수정란은 플랑크톤이 된 후 잠시 동안 해저에 정착하여 어린 용종인 '플라눌라' 애벌레로 발달한다.

## 소화체계
말미잘은 불완전한 내장을 가진다. 위수강은 위와 같은 기능을 하며, 하나의 구멍이 입과 항문, 두가지로 기능한다. 노폐물과 소화되지 않은 물질은 이 구멍을 통해 밖으로 빠져나간다. 입의 모양은 전형적으로 좁고 기다란 구멍 형태이고, 한쪽 또는 양쪽 끝에 홈이 나 있다. 관구라 불리는 이 홈은 섬모로 되어 있으며, 음식물 입자를 안쪽으로 이동시키고 위수강을 통해 물을 순환시키는 것을 돕는다.
입은 납작한 인두로 열린다. 생물체의 표피가 닿으면 말미잘의 몸이 입쪽으로 접히면서 섭식이 이루어지는데 인두는 위수강이 열리기 전에 말미잘의 몸체의 3분의 1까지 확장된다.
위수강은 체벽에서 안쪽으로 뻗어있는 중간층에 의해 여러 개의 방으로 나누어진다. 유연한 가장자리를 가진 중간층 중 일부는 인두의 아래쪽에 칸막이를 형성하고, 나머지 일부는 부분적으로만 연결된다. 중간층은 중심 내강 주위에 대칭적으로 배열된다.
그들은 양쪽에 위벽이 있고 얇은 중절모 층으로 분리되어 있으며 소화 효소를 분비하는 데 특화된 조직의 필라멘트를 포함하고 있습니다. 일부 종에서 이 필라멘트들은 장간막의 아래쪽 여백 아래로 확장되어 실처럼 생긴 필라멘트로서 위혈관 공동에서 자유롭게 매달려 있습니다. 이 아콘티아는 네마토시스로 무장되어 있으며 방어에 사용하기 위해 기둥 벽에 있는 신클라이드, 물집과 같은 구멍을 통해 돌출될 수 있습니다

## 수명 주기
다른 신석기 동물들과는 달리, 말미잘은 수명 주기에서 물속에서 자유롭게 수영하는 메두사 단계가 부족하다. 폴립은 알과 정자를 생산하고 수정된 알은 또 다른 폴립으로 자라나는 플라눌라 유생으로 발달하 물속을 유영하다가 성체형으로 변태하여 고착 생활을 한다.
말미잘은 암수가 구분된 종도 있고, 자웅동체인 종도 있다. 자웅동체일 경우 그들의 수명 주기 동안 어떤 단계에 다다르면 성별을 바꾸게 된다. 생식샘은 장간막 조직의 조각이다. 번식할 때, 수컷은 그로부터 정자를 방출하여 암컷이 알을 낳도록 자극한다. 그러면 위강  또는 물기둥 내부에서 수정이 이루어진다. 알과 정자 또는 유충은 보통 입을 통해 나오지만, 메트리디움 디안투스Metridium dianthus와 같은 일부 종에서는 벽공을 통해 체강 밖으로 밀려날 수 있다. 많은 종에서 알과 정자는 수정이 일어나는 표면으로 올라간다. 수정란은 잠시 떠다니다가 해저로 가라앉아 어린 말미잘로 자라난다. 예를 들어 Urticina crassicornis은 표면의 생물막에 이끌려서 녹조에 정착한다.
Epiactis prolifera은 암컷으로 태어나기 시작해서 나중에 자웅동체화 되어, 암컷과 자웅동체 두가지로 나누어진다. 암컷은 알을 수정 없이 단성유전학적으로 같은 암컷 자손을 남길 수 있고, 자웅동체는 알을 자연스럽게 스스로 수정시킨다.

애벌레는 아네모네의 입에서 나와 기둥 아래로 굴러 떨어져 페달 디스크 근처의 접힌 곳에 머물게 됩니다. 여기서 그들은 발달하고 성장하며 독립적인 삶을 시작하기 위해 기어가기 전에 약 3개월 동안 남는다 말미잘은 재생의 강력한 힘을 가지고 있고 싹트기, 분열, 또는 세로 또는 가로 이진 핵분열에 의해 무성 생식을 할 수 있습니다. 어떤 안토플루라와 같은 종들은 세로로 갈라져서, 같은 색깔과 무늬를 가진 개체들의 그룹을 만듭니다. 횡핵분열은 덜 흔하지만, 안토플레우라 항성종족과 곤악티니아 증식에서 발생하며, 수평으로 분열하기 전 기둥의 중간에 기본적인 촉수 띠가 나타납니다. 어떤 종은 페달 열상으로도 번식 할 수 있습니다. 이 과정에서 기둥 밑부분에 있는 페달 디스크에서 물질의 고리가 끊어 질 수 있다. 그러면 조각이 조각나고 새로운 클론 개체로 재생됩니다 또는 동물이 표면을 가로질러 살금살금 지나갈 때 파편이 따로 분리됩니다. 메트리디움 디안투스에서는 죽은 조개보다 살아있는 홍합 사이에 사는 개체들에게서 파편화율이 더 높았고, 모든 새로운 개체들은 3주 안에 촉수를 가졌습니다. 말미잘인 Aptasia diaphana는 성적 가소성을 보여준다. 따라서 단일 설립자 개인으로부터 파생된 성적으로 생성된 클론은 남성 및 여성 개인(라밋)을 모두 포함할 수 있습니다. 알과 정자가 형성될 때 그들은 selfing(창립 클론 내에서) 또는 아웃크코스에서 파생된 접합체를 생산할 수 있으며, 이는 수영 플라눌라 유충으로 발전한다. 아네모네는 비교적 천천히 자라고 번식하는 경향이 있습니다. 예를 들어, 웅장한 말미잘(Heteractis magnifica)은 수십 년 동안 살 수 있으며, 한 개체는 80년 동안 감금 상태에서 생존한다

## 행동 및 생태
몸의 움직임
말미잘은 몸의 모양을 극적으로 바꿀 수 있다. 말미잘의 기둥과 촉수는 세로, 가로, 대각선은 근육 판을 가지고 있으며, 구부리거나 비트는 것 뿐만 아니라 연장과 수축도 가능하다. 식도와 촉수는 구강 내로 들어가 괄약근이 구멍을 막는다. 이 과정 동안에 아가미는 가로로 접히고 물은 입을 통해 배출된다.
이동
일부 말미잘은 부드러운 퇴적물 속에 굴을 파지만, 대부분 주로 족반을 이용하여 단단한 표면에 정착하고, 한번에 몇 주에서 몇 달 동안 같은 장소에 머무르는 경향이 있다. 말미잘은 정착한 곳 위에서 조금씩 이동할 수 있는데 이것은 시간 경과 사진을 이용하여 확인할 수 있지만 움직임이 너무 느리기 때문에 육안으로는 거의 확인하기 힘들다. 말미잘의 이동 과정은  복족류r연체동물의 이동과 비슷하다.
말미잘은 또한 정착한 곳에서 벗어나 새로운 위치로 이동할 수 있다. 이동할 때 애벌레처럼 촉수를 바닥에 부착하고 바닥을 가까이 끌어당겨서 걸어간다. 촉수가 노를 젓는 것처럼 빠르게 움직이는 것은 헤엄치는 것이다.

## 서식지
말미잘은 전 세계적으로 깊은 바다와 얕은 바다에서 발견된다.열대지방에서는 다양한 종이 발견되지만, 비교적 차가운 물에서도 적응한 종도 많다. 대부분의 종들은 바위나 조개껍데기 또는 물에 잠겨있는 나무에 매달리며, 종종 틈이나 해초 밑에 숨어있는다. 일부는 모래와 진흙 속으로 파고들기도 하고, 일부는 심해에 서식하기도 한다.

## 참고 문헌
- 이 문서에는 다음커뮤니케이션(현 카카오)에서 GFDL 또는 CC-SA 라이선스로 배포한 글로벌 세계대백과사전의 내용을 기초로 작성된 글이 포함되어 있습니다.